# Crossopetalum gomezii
Crossopetalum gomezii är en benvedsväxtart som beskrevs av C.L. Lundell. Crossopetalum gomezii ingår i släktet Crossopetalum och familjen Celastraceae. Inga underarter finns listade.